# Dexia basalis
Dexia basalis là một loài ruồi trong họ Tachinidae.